# باگاسان گراهام
باگاسان گراهام (انگلیسی: Bagasan Graham؛ زادهٔ ۶ اکتبر ۱۹۹۲) بازیکن فوتبال اهل بریتانیا است.
از باشگاه‌هایی که در آن بازی کرده‌است می‌توان به باشگاه فوتبال کویینز پارک رنجرز، باشگاه فوتبال بورم‌وود، باشگاه فوتبال دالیچ هملت، باشگاه فوتبال چلتنهام تاون، باشگاه فوتبال گلاستر سیتی، باشگاه فوتبال چلمزفورد سیتی، و باشگاه فوتبال تلفورد یونایتد اشاره کرد.